# Stroud Glacier
Der Stroud Glacier ist ein Gletscher in der nördlichen Wind River Range im Westen des US-Bundesstaates Wyoming. Er liegt in einem Kar wenige Kilometer westlich der kontinentalen Wasserscheide unweit des Hauptkamms der Gebirgskette auf ca. 3600 m Höhe an der Nordflanke von Bow Mountain und Arrowhead Peak. Der Gletscher befindet sich innerhalb der Bridger Wilderness des Bridger-Teton National Forest und erstreckt sich nach Osten bis an die Westflanke des American Legion Peak. Der Stroud Glacier entwässert sich in den direkt unterhalb des Gletschers entspringenden Green River, der zunächst in westliche Richtung in den Peak Lake fließt und dann nach Norden durch das Tal der Green River Lakes verläuft. Zusammen mit einigen umliegenden Gletschern, die sich östlich und westlich des Hauptkamms der Wind River Range verteilen, bildet der Stroud Glacier die größte Ansammlung von Gletschern in den US-amerikanischen Rocky Mountains.

## Belege
1. 1 2  Bow Mountain - Peakbagger.com. Abgerufen am 23. Mai 2024.
2. ↑  Geographic Names Information System: Stroud Glacier. Abgerufen am 23. Mai 2024.
3. ↑  Stroud Glacier | Natural Atlas. Abgerufen am 23. Mai 2024.